# 体育・スポーツ担当大臣等国際会議
体育・スポーツ担当大臣等国際会議（たいいく・スポーツたんとうだいじんとうこくさいかいぎ、英: International Conference of Ministers and Senior Officials Responsible for Physical Education and Sport, 略称:MINEPS）は、体育・スポーツに関する国際憲章、オリンピック憲章などの理念を実現し、体育・スポーツの推進・振興を図るための具体的な施策を講じることを目的として、各国のスポーツ担当の大臣等が参加する国際会議である。第1回の会議が1976年にフランスのパリで開催された。

## 開催地一覧
| 回 | 年     | 開催地                              |
| -- | ------ | ----------------------------------- |
| 1  | 1976年 | パリ（ フランス）                   |
| 2  | 1988年 | モスクワ（ ソビエト連邦）           |
| 3  | 1999年 | プンタ・デル・エステ（ ウルグアイ） |
| 4  | 2004年 | アテネ（ ギリシャ）                 |
| 5  | 2013年 | ベルリン（ ドイツ）                 |